# أسكولي ساتريانو
أسكولي ساتريانو (بالإيطالية: Ascoli Satriano) هي بلدية في مقاطعة فودجا في إقليم بوليا الإيطالي.

## السكان
تطور النمو السكاني لـ أسكولي ساتريانو

## أعلام
- ميكيل بلاسيدو
- نيقفوروس دوكيانوس